# Bujan (mitologia)

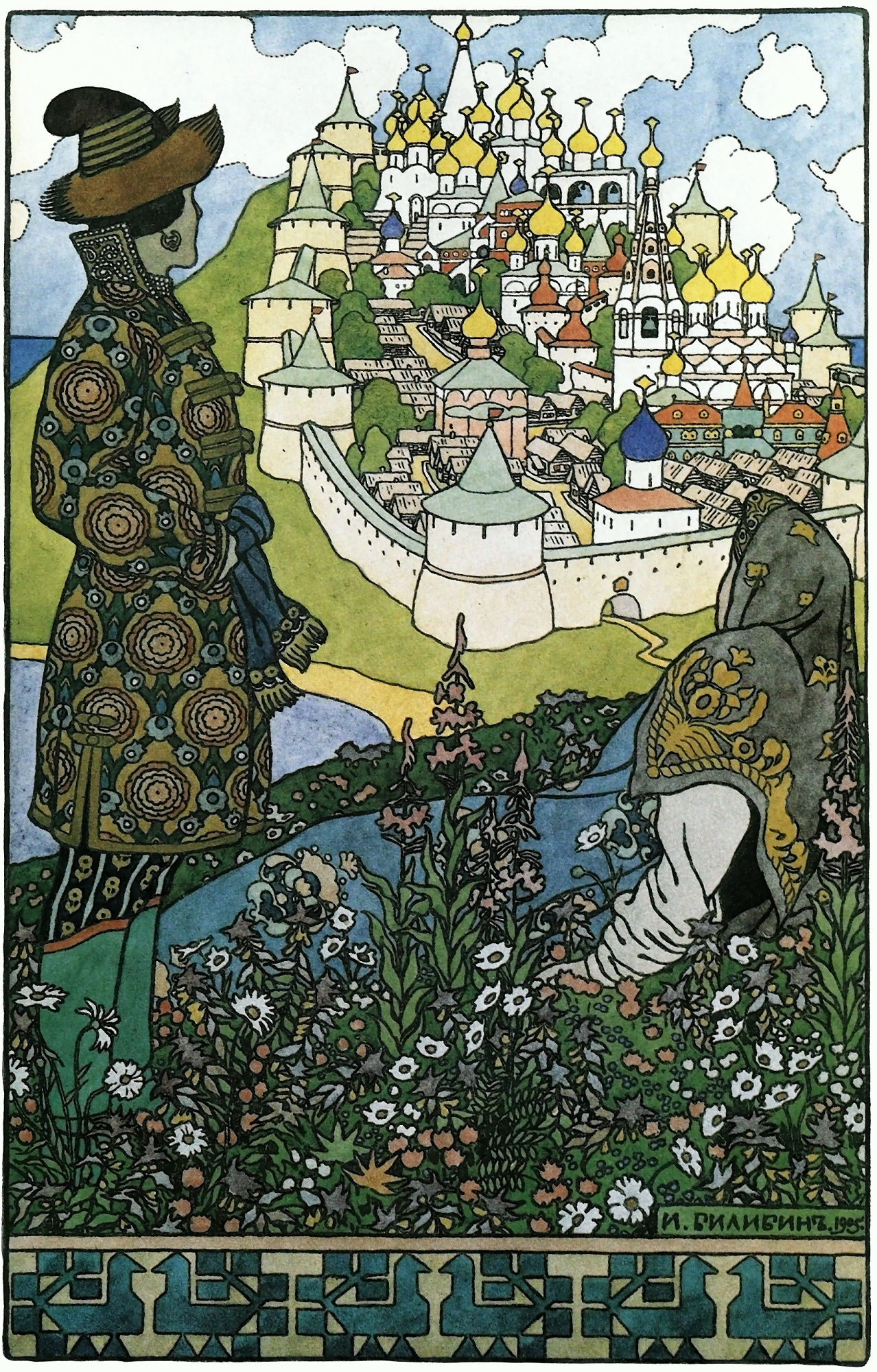
L'Isola di Bujan, di Ivan Bilibin

Nel folclore russo Bujan è una misteriosa isola nell'oceano che si dice appaia e scompaia tra le nebbie. 
Vi abitano tre fratelli: il Vento del Nord, dell'Ovest e dell'Est. 
Molte cose strane accadrebbero su quest'isola. Koščej l'Immortale tiene nascosta la sua anima in un ago all'interno di un uovo dentro la quercia mistica.
Alcuni studiosi interpretano Bujan come una sorta di protoindoeuropeo Oltremondo (vedi Isole dei Beati). Altri sostengono che Bujan sia un nome slavo per qualche isola reale, probabilmente Rügen.